# Geveerd tandkruid
Geveerd tandkruid of zevenbladige tandveldkers (Cardamine heptaphylla) is een tamelijk zeldzame overblijvende plant uit de kruisbloemenfamilie (Brassicaceae), die voorkomt in Midden- en Zuid-Europa.

## Naamgeving enetymologie
- Synoniemen: Dentaria heptaphylla , Dentaria pinnata
- Frans: Cardamine à sept folioles
- Duits: Fieder-Zahnwurz

De botanische naam Cardamine is afgeleid van het Oudgriekse καρδάμωμον, kardamōmon (kardemom), een niet-gerelateerde plant. De soortaanduiding heptaphylla is samengesteld uit het Oudgriekse ἑπτά, hepta (zeven) en φύλλον, phullon (blad).

## Kenmerken
Geveerd tandkruid is een overblijvende kruidachtige plant met een onvertakte stengel die een hoogte van 30 tot 60 cm bereikt. De plant heeft een horizontale kruipende wortelstok. De twee tot vier stengelbladeren zijn twee- tot viervoudig onevengeveerd. De deelblaadjes zijn lancetvormig, met een gekartelde of gezaagde bladrand .
De bloeiwijze is een ijle bloemtros met kelkvormige, viertallige bloemen. De kroonblaadjes zijn 18 tot 23 mm lang, wit tot lichtpaars gekleurd en meestal wat verkreukeld.
De vrucht is een 4 tot 7 cm lange peul.
De plant bloeit van mei tot juli, soms tot september.

## Habitaten verspreiding
Geveerd tandkruid komt vooral voor in beuken- en sparrenbossen, bij voorkeur op voedsel- en humusrijke, kalkhoudende bodem, in de bergen tot op 1.800 m hoogte.
De soort is behoorlijk zeldzaam in het noorden van Spanje, de Pyreneeën, Midden-, Zuid- en Oostelijk Frankrijk, in de zuidelijke Alpen, in de Jura en de Vogezen, in het noorden van Italië, en in Duitsland voornamelijk in de Kaiserstuhl, in het Zwarte Woud en aan de Boven-Rijn. Plaatselijk kan de soort talrijk zijn.
... · 
C. amara (bittere veldkers) · 
C. bulbifera (bolletjeskers) · 
C. californica · 
C. flexuosa (bosveldkers) · 
C. heptaphylla (geveerd tandkruid) · 
C. hirsuta (kleine veldkers) · 
C. impatiens (springzaadveldkers) · 
C. pratensis (pinksterbloem) · 
C. resedifolia (resedabladige veldkers) · 
C. trifolia (klaverkers) · 
...